# گاوماهی نواردار
گاوماهی نواردار (نام علمی: Gobius vittatus)، گونه‌ای از گاوماهیان بومی دریای مدیترانه که در زمین‌های مرجانی در ژرفای ۱۵ تا ۸۵ متر (۴۹ تا ۲۷۹ فوت) وجود دارد. اگرچه معمولاً بیشتر از ۵۰ متر (۱۶۰ فوت) است. طول این گونه می‌تواند به ۵٫۸ سانتیمتر (۲٫۳ اینچ) SL باشد. این گونه را می‌توان در تجارت آکواریوم نیز یافت.